# Aerodynamik des Eurofighters Typhoon

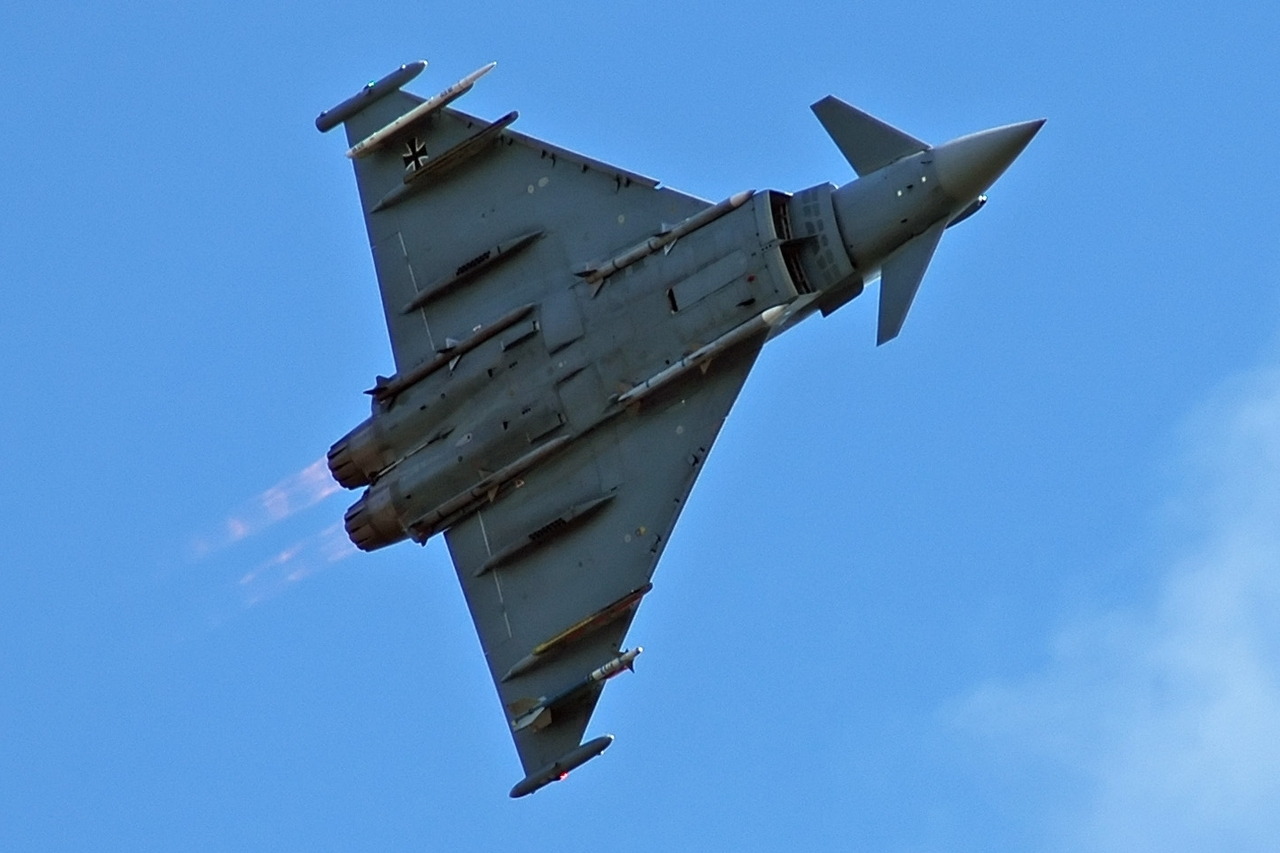
Eurofighter der Luftwaffe mit eingeschalteten Nachbrennern

Die Aerodynamik des Eurofighters Typhoon war die größte Herausforderung bei der Entwicklung des Flugzeuges. Grund hierfür ist, dass ein Kampfflugzeug mit maximal möglicher Instabilität gebaut werden sollte. Dieser Artikel beschreibt die dafür notwendige Entwicklung, von den ersten Gehversuchen mit der F-104G CCV bis zur X-31. Auf alternative Entwicklungen für ein europäisches Kampfflugzeug wird hier nicht eingegangen, die wirtschaftlich-politische Entwicklungsgeschichte des Eurofighters Typhoon kann dem Hauptartikel entnommen werden.

## Überblick

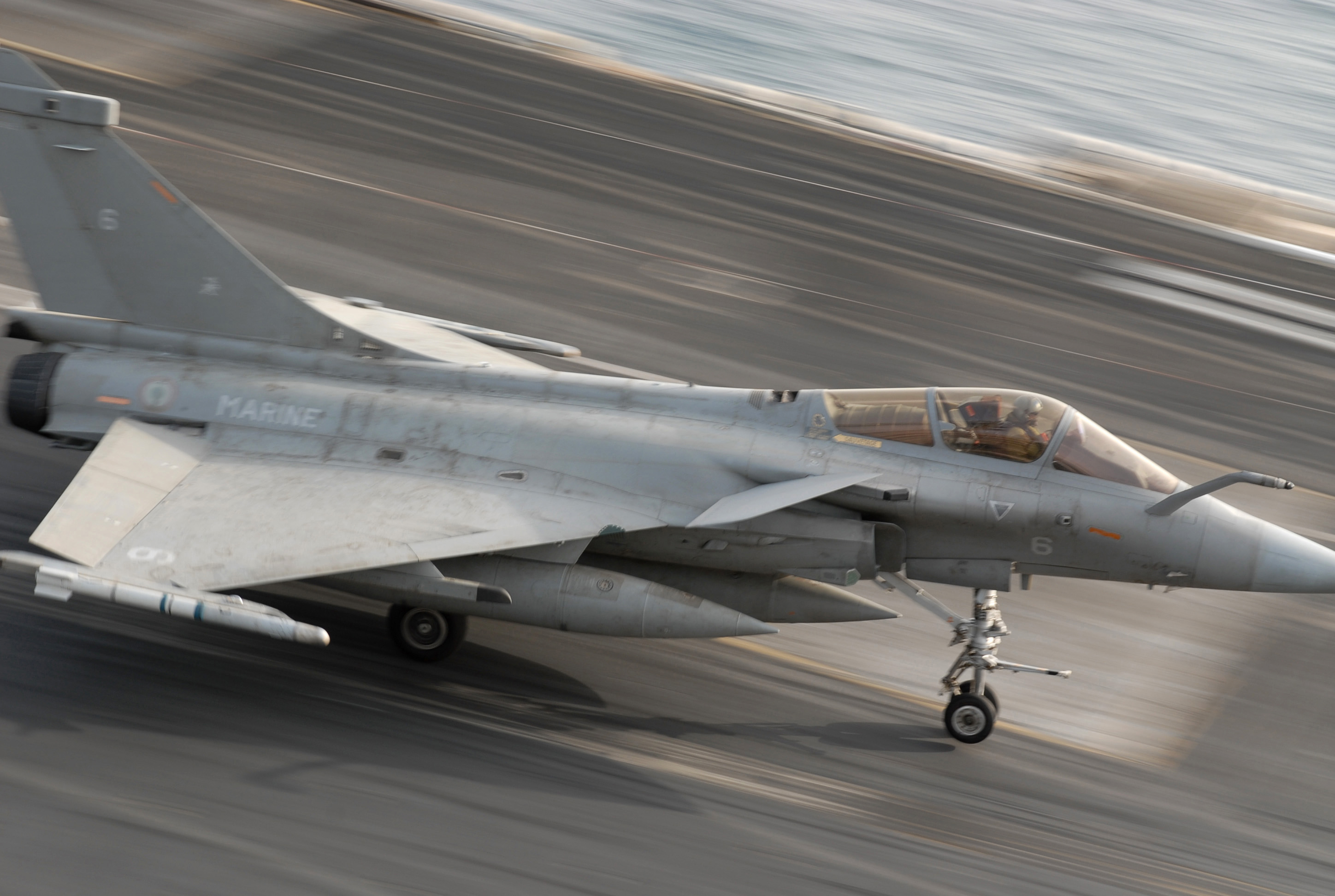
Frankreich entwickelte die Dassault Rafale für Trägereinsätze

Im Jahre 1971 wurden in Großbritannien die Anforderungen an ein neues Kampfflugzeug formuliert. Die Anforderungen, welche 1972 veröffentlicht wurden, resultierten Ende der 1970er Jahre in einem konventionellen Design P.96. Aufgrund der Ähnlichkeit zur F/A-18 Hornet wurde der Entwurf aber fallen gelassen. British Aerospace schloss sich stattdessen dem Entwurf Taktisches Kampfflugzeug 90 (TKF-90) von Messerschmitt-Bölkow-Blohm an. Beide veröffentlichten einen Vorschlag, der als European Collaborative Fighter oder European Combat Fighter bezeichnet wurde, während Frankreich auf eine Eigenentwicklung setzte.

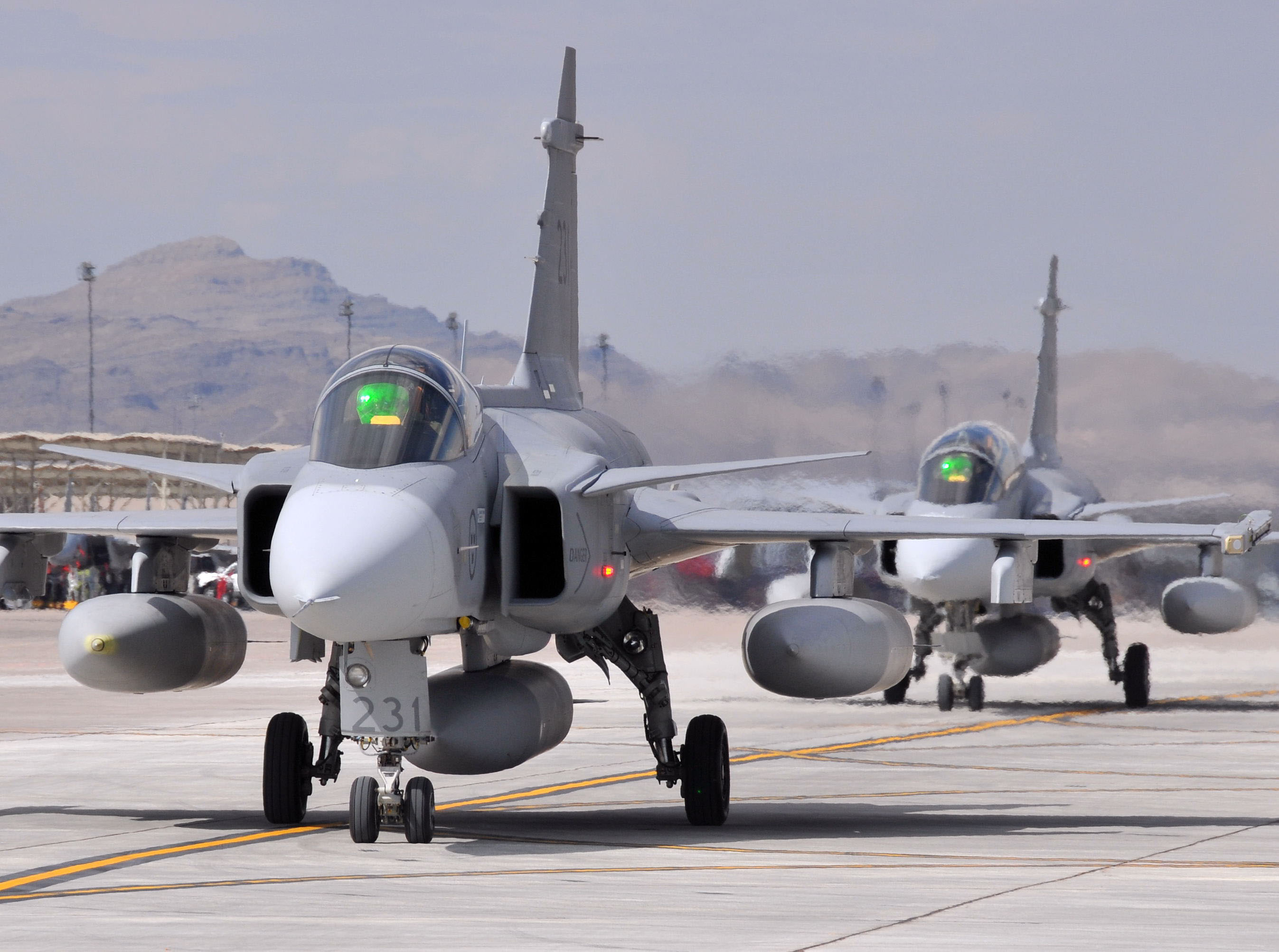
Die Gripen basiert auf dem P.106 Entwurf von BAE Systems.

BAE entwickelte daraufhin zwei eigene Designs: Der Entwurf P.106 war ein leichtes Kampfflugzeug mit einem Triebwerk, P.110 besaß zwei Triebwerke und zwei Seitenleitwerke. Beide waren konventionelle Delta-Canard-Entwürfe, bei denen die Entenflügel knapp vor und über der Tragfläche angeordnet waren. Der P.106-Entwurf wurde von der Royal Air Force zurückgewiesen, BAe Systems entwickelte das Konzept aber in Kooperation mit Saab Technologies zur Saab 39 Gripen weiter. Da man mit Frankreich zu keiner Einigung kommen konnte, starteten die Panavia-Partnerfirmen (BAe, MBB und Aeritalia) das Agile-Combat-Aircraft-Programm (ACA) im April 1982, was zum Experimental Aircraft Programm (EAP) führte.
1983 starteten das Vereinigte Königreich, Frankreich, Deutschland, Italien und Spanien das Future European Fighter Aircraft (FEFA) Programm. Wegen vollkommen abweichender Leistungsforderungen der Franzosen zogen sich die anderen Staaten jedoch 1984 aus dem Programm zurück. Frankreich bestand auf einer Flugzeugträgerversion, 50 Prozent des Arbeitsanteils und auf der Systemführerschaft von Dassault. Das Flugzeug sollte dabei leichter und einfacher sein, da sich Dassault davon bessere Exportchancen versprach. Diese Forderungen waren für die anderen Herstellerstaaten unannehmbar und unvereinbar mit ihren eigenen Anforderungen. Mit Frankreich würde der „Eurojäger“ qualitativ schlechter werden als erwünscht, ohne Frankreich spürbar teurer. Der damalige Bundesminister der Verteidigung Manfred Wörner drohte gar mit einer deutsch-amerikanischen Lösung.
Am 1. August 1985 einigen sich Großbritannien, Deutschland und Italien auf den Bau des EFA (European Fighter Aircraft, in Deutschland als Jäger 90 bezeichnet). Im September schloss sich auch Spanien an. 1986 wurde dazu in München die Eurofighter Jagdflugzeug GmbH gegründet, um das Projekt zu managen, analog dazu wurde ebenfalls in München die EuroJet Turbo GmbH gegründet, um das EJ200-Triebwerk zu entwickeln. Das Flugzeug war ursprünglich wie der Advanced Tactical Fighter als Luftüberlegenheitsjäger mit Luft-Boden-Fähigkeit geplant. Dazu sollte es eine Leermasse von 9750 kg besitzen und eine Waffenlast von 6500 kg transportieren können. Mit dem Zusammenbruch der Sowjetunion wurde das Konzept hinfällig, was 1992 in einer Überarbeitung der Verträge resultierte. Die Zelllebensdauer wurde dabei verdoppelt und die Waffenlast auf 7500 kg erhöht, im Gegenzug stieg die Leermasse des Flugzeuges auf 11.000 kg an. Das EFA/Jäger 90 wurde daraufhin in Eurofighter EF 2000 umbenannt.

## Grundlagen
Colonel John Boyd entwickelte Anfang 1960 zusammen mit dem Mathematiker Thomas Christie die Energy-Maneuverability-Theorie (E-M-Theorie), welche in zwei Bänden 1964 veröffentlicht wurde. In ihr wird die Manövrierfähigkeit eines Kampfflugzeuges anhand des spezifischen Leistungsüberschusses (engl. specific excess power, SEP) bestimmt. Die daraus resultierenden Parameter wie kurzzeitige Wenderate, dauerhafte Wenderate, Steigleistung, Beschleunigung und Verzögerung werden auch heute noch zur Leistungsbeurteilung eines Kampfflugzeuges verwendet.
Bei Betrachtung der kurzzeitigen Wenderate steht die Fähigkeit eines Flugzeugs im Vordergrund, eine hohe Wenderate zu erzielen, bei der gegebenenfalls Energieverlust eintritt. Die dauerhafte Wenderate ist dann erreicht, wenn das Flugzeug eine möglichst enge Kurve fliegen kann, ohne dabei langsamer zu werden. Wird eine noch engere Kurve geflogen, nimmt der Strömungswiderstand des Flugzeuges durch den höheren Anstellwinkel und die größeren Steuerflächenausschläge zu. Das Fluggerät müsste durch mehr Schub beschleunigt werden oder sinken, um potentielle Energie in kinetische Energie einzutauschen. Würde das Fluggerät langsamer, könnte es die Abrissgeschwindigkeit (engl.: Stall Speed) unterschreiten, ein Strömungsabriss wäre die Folge.

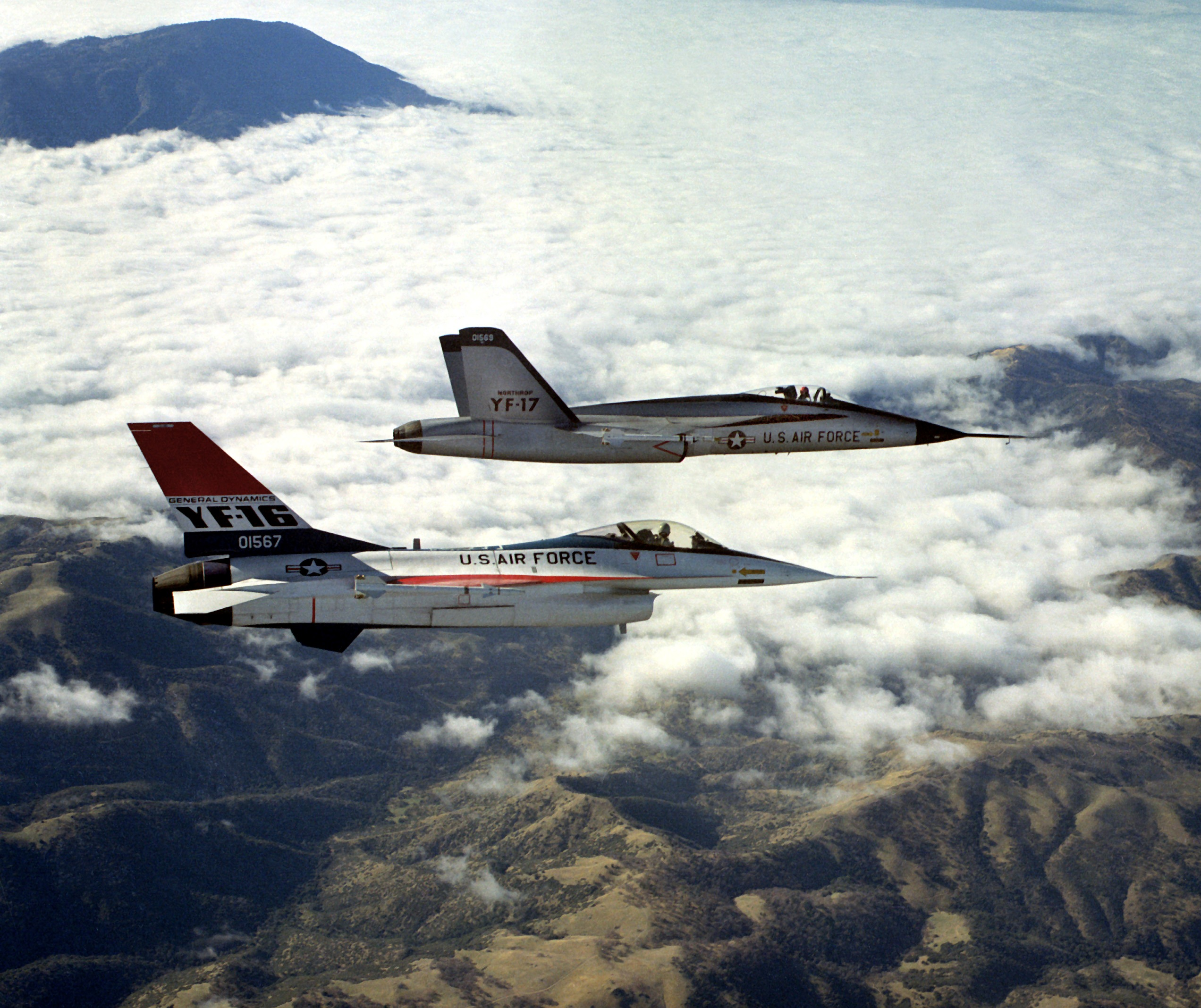
Die YF-16 (vorne) und YF-17 (hinten) waren die ersten Kampfflugzeuge, welche nach der E-M-Theorie entwickelt wurden.

Um eine möglichst hohe dauerhafte Wenderate zu erreichen, sind eine niedrige Tragflächenbelastung und eine hohe Schubkraft sinnvoll. Eine möglichst große Tragfläche erhöht aber das Leergewicht der Maschine und vergrößert die Trägheitsmomente, was zur Verschlechterung des Schub-Gewicht-Verhältnisses und zur Erhöhung des Luftwiderstandes beim Manövrieren führt. Es ist also ein Kompromiss notwendig. Eine Möglichkeit besteht darin, das Flugzeug instabil auszulegen. Zum Erreichen bestimmter Wenderaten sind also geringere Ruderausschläge als bei einem identischen, stabilen Fluggerät nötig, dessen Schwerpunkt vor dem Auftriebsvektor liegt. Die Wenderaten können so gesteigert werden.
Um die notwendige Stabilität zu gewährleisten, ist ein Fly-by-wire-System mit Fluglagecomputer erforderlich. Dabei ist zu beachten, dass sich der Druckpunkt (der Punkt, an dem die Auftriebskraft angreift) während des Fluges verschieben kann. Bei einer kleinen Anstellwinkelerhöhung wandert er nach vorne, beim Überschallflug nach hinten. Das Problem kann unter anderem durch eine geringe Profiltiefe gemindert werden, was aber zu einer (relativ) hohen Tragflächenbelastung führt. Ein weiteres Problem ist der Bedarf nach linearer Aerodynamik. Klassische Flugregler benötigen sie, um das Flugzeug steuern zu können. Nicht-lineare Aerodynamik liegt zum Beispiel vor, wenn der Auftriebsbeiwert nicht mehr linear vom Anstellwinkel abhängt. Weitere Möglichkeiten sind, dass Aktuatoren je nach Manöverlast unterschiedliche Kräfte ausüben müssen oder Hysterese vorliegt.
Bei instabilen Canard-Kampfflugzeugen sind Effekte nicht-linearer Aerodynamik unvermeidlich. Die Kunst besteht darin, diese Effekte zu linearisieren oder das Flight Control System (FCS) dagegen zu immunisieren. Durch die hohe Instabilität des Eurofighters war die Anforderung nach linearer Aerodynamik wesentlich verbindlicher. Es gab allerdings die Ansicht, dass das FCS auch mit äußerst nicht-linearer Aerodynamik umgehen könne („Never mind, the FCS will take care of it!“). Der ganze Erfolg des Konzeptes hing davon ab, ob es gelingen würde, das Flugzeug sorgenfrei in seiner Envelope zu steuern (engl. carefree handling).

## Entwicklung

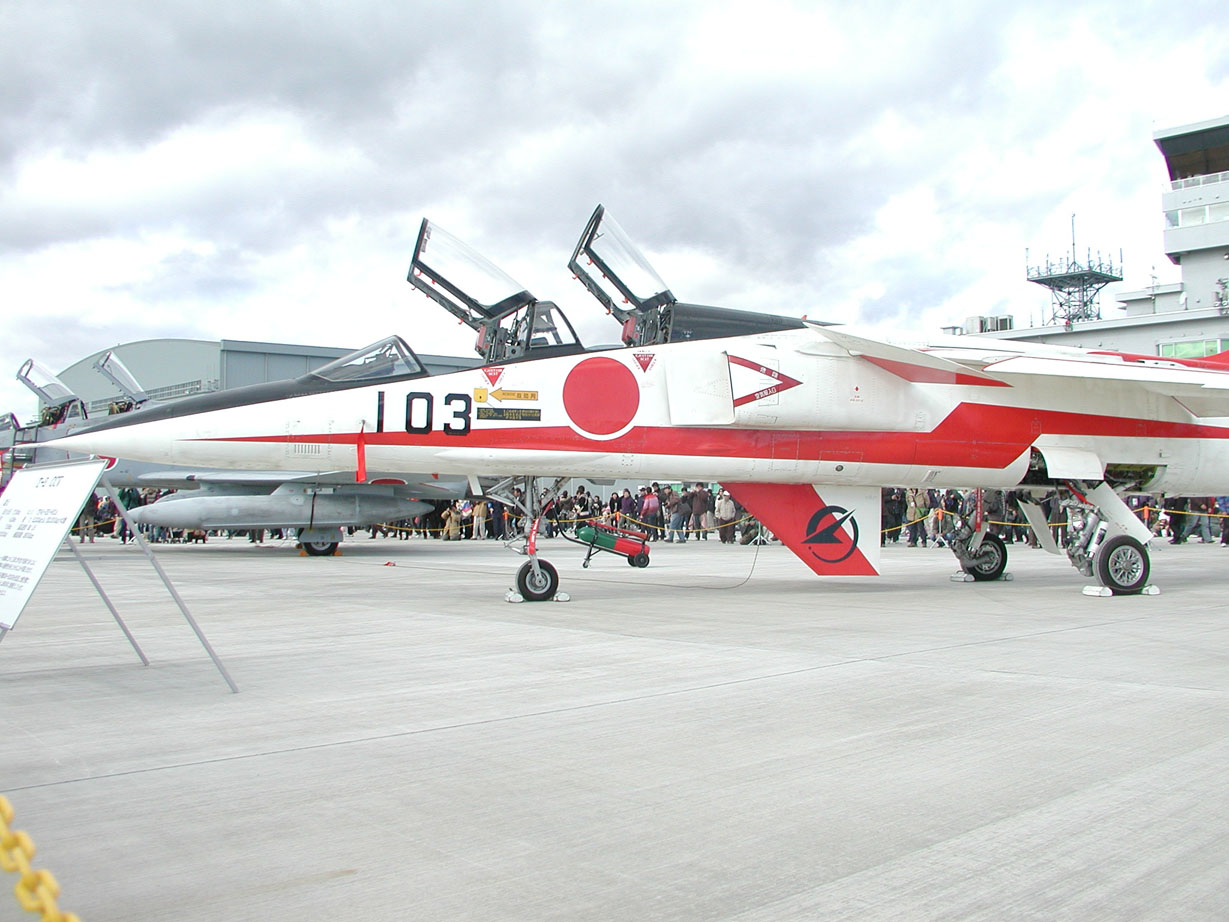
Experimentalflugzeug Mitsubishi T-2 CCV. Man beachte die drei Canards, davon einer unter dem Rumpf.

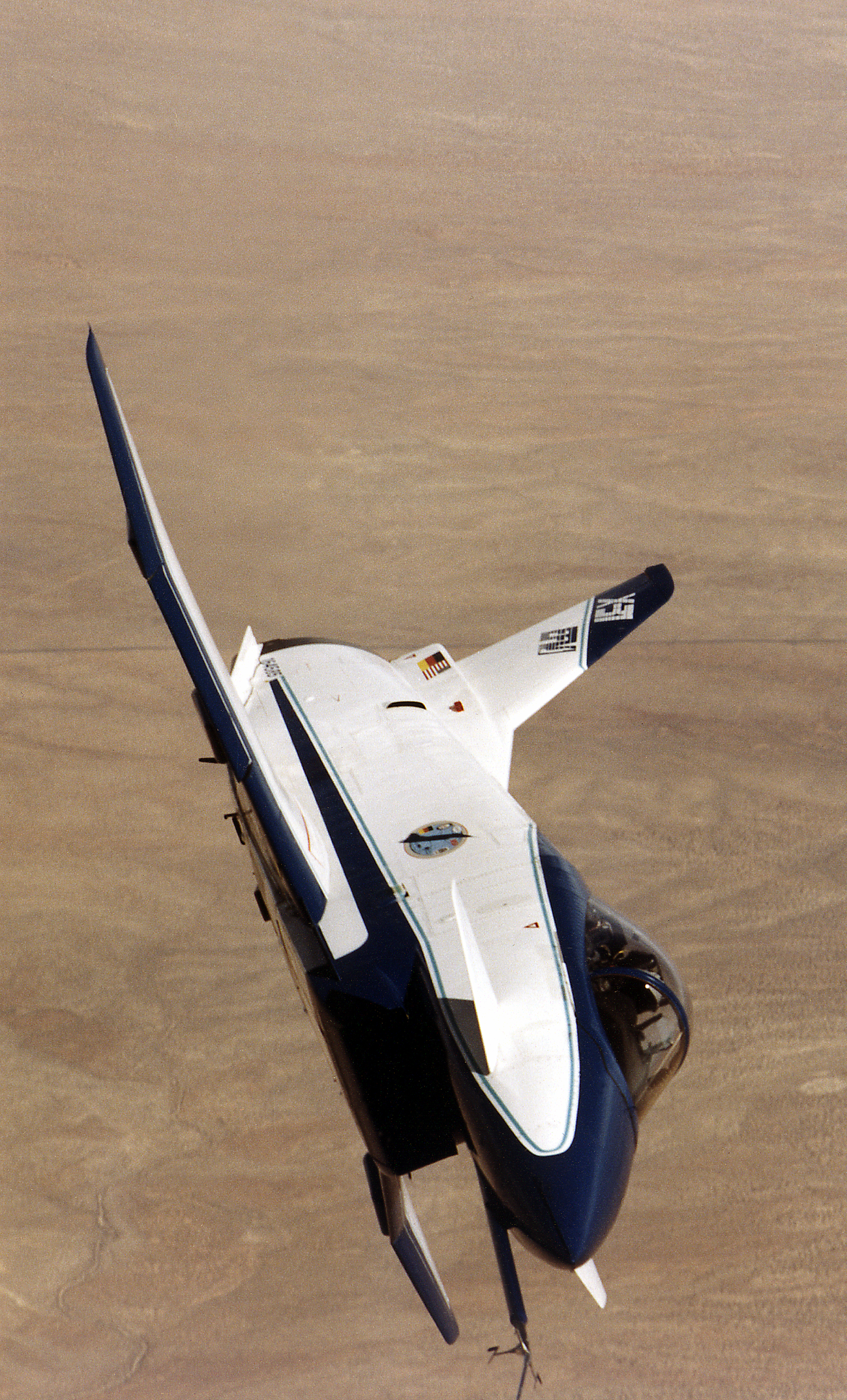
Rockwell/MBB X-31 EFM über der Wüste von Kalifornien. Die X-31 war das einzige X-Flugzeug, das nicht rein amerikanisch war.

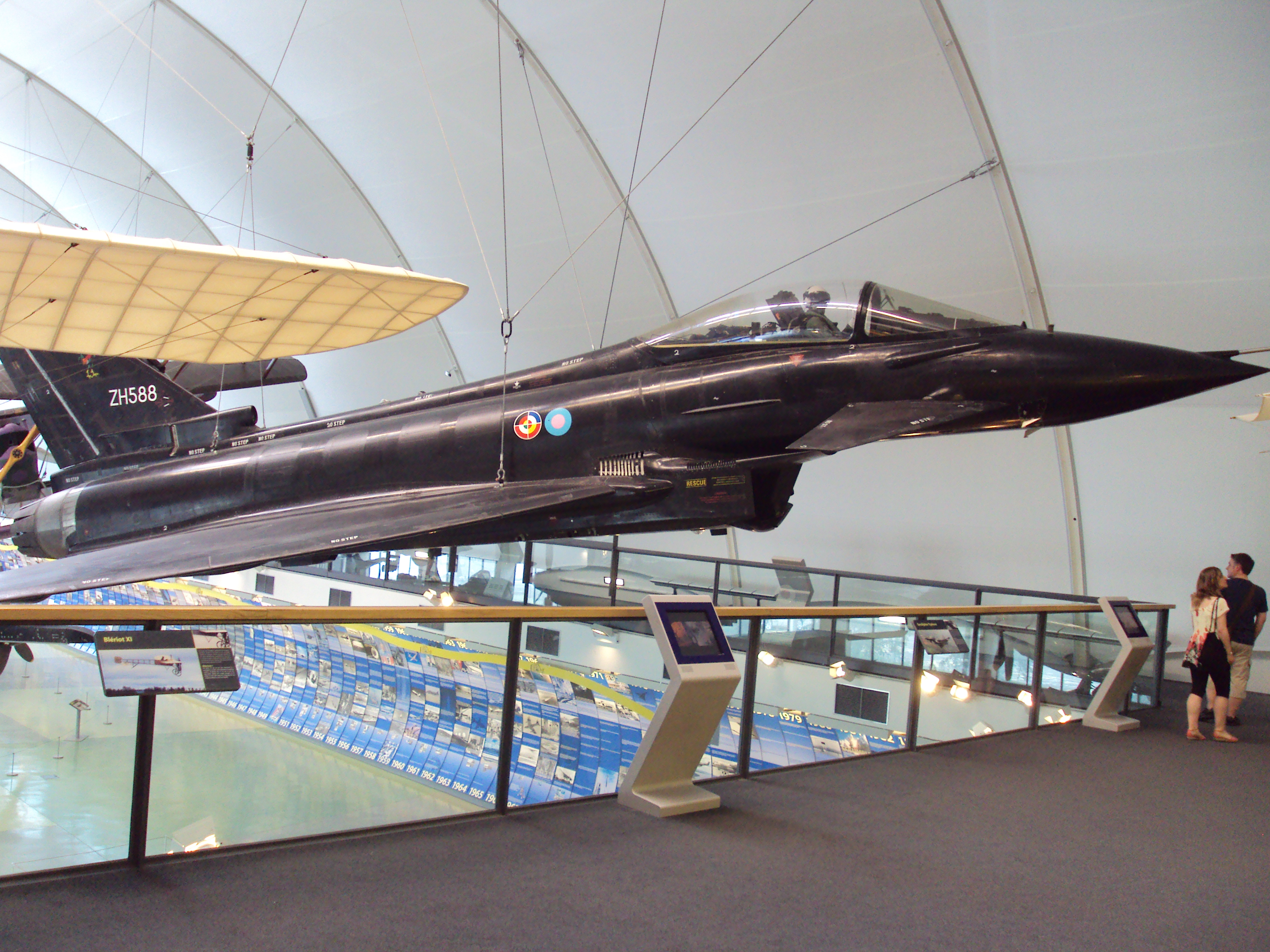
Eurofighter Entwicklungsflugzeug DA-2 im Royal Air Force Museum

Die Entwicklungsgeschichte des Eurofighters Typhoon begann recht früh, als das Bundesministerium der Verteidigung im Jahre 1974 einen Entwicklungsauftrag an Messerschmitt-Bölkow-Blohm vergab. Es sollte mit einer modifizierten F-104G untersucht werden, welches Maß an Instabilität noch durch einen Flugregler beherrschbar war. Ferner sollte untersucht werden, wie das dafür benötigte Flugkontrollsystem (FCS) aufgebaut sein müsste, welcher Grad an Redundanz darin notwendig war und welche Leistungsvorteile ein solches Fluggerät hätte. Die dabei gewonnenen Erkenntnisse sollten in die Entwicklung eines taktischen Kampfflugzeuges (TKF) einfließen. Eine ähnliche Entwicklung fand ab 1978 auch in Japan statt, dort wurde eine Mitsubishi T-2 mit 3 Canards ausgerüstet und als T-2 CCV bezeichnet.
Im ersten Schritt wurde dazu eine F-104G mit einem Fly-by-wire-System ausgestattet und als F-104G CCV (Control Configured Vehicle) bezeichnet. Dazu wurden auch vier Flugmessdatensensoren am Unterrumpf direkt hinter dem Radom angebracht. Diese Konfiguration wurde als B1 bezeichnet. Der Pilot konnte dabei noch das Fly-by-wire-System abschalten, um das Flugzeug mit der klassischen Methode „von Hand“ zu steuern. Im nächsten Schritt wurde eine Trimmmasse von 600 kg im Heck der Maschine untergebracht, was zu einer Instabilität von 10 % der mittleren aerodynamischen Flügeltiefe (engl. mean aerodynamic cord, MAC) führte. Diese Konfiguration der F-104G CCV wurde als B2 bezeichnet. Statt den Treibstoff der Flügelspitzenbehälter zu verbrauchen, wurde zuerst der Treibstoff im Rumpf verbraucht, um die Stabilitätsmarge für die Landung zu erhöhen. Zusätzlich konnte der Treibstoff vor der Landung im Flugzeug umgepumpt werden, um die Stabilität zu erhöhen. Im dritten Schritt wurde der Heckballast entfernt und zwei Canards an einem schmalen Steg auf dem Rücken der Maschine hinter dem Cockpit montiert. Um die Verschiebung des Druckpunktes nach vorne auszugleichen, wurden 320 kg Ballast in die Nase montiert. Die F-104G CCV war dadurch stabil und konnte auch manuell geflogen werden, die Bezeichnung lautete E1. Am 20. November 1980 hob Testpilot Nils Meister damit zum ersten Mal von Manching aus ab. Bei der Konfiguration E2 wurde der Heckballast wieder anmontiert. Die instabilste Konfiguration E3 verzichtete auf den Nasenballast, damit wurde eine Instabilität von 20 % der mittleren aerodynamischen Flügeltiefe erreicht. Dabei war es möglich, den Heckballast im Flug abzuwerfen, um die Maschine in Notfällen schneller stabilisieren zu können. Das Programm endete 1984 nach 176 Testflügen.
Am 26. April 1978 stellte MBB seinen Delta-Canard Entwurf TKF-90 der Öffentlichkeit vor. Darin waren mit den weit vorne liegenden Entenflügeln, dem keilförmigen Baucheinlauf und einem Seitenleitwerk die wesentlichen aerodynamischen Merkmale des späteren Eurofighters bereits enthalten. Ebenfalls wurde eine Schubvektorsteuerung eingeplant. Die Instabilität sollte 8 %, maximal 10 % der mittleren aerodynamischen Flügeltiefe betragen, dieser Wert wurde aus den F-104G CCV-Daten ermittelt. Gleichzeitig wurde von 1977 bis 1985 in einer gemeinsamen Studie von MBB und IABG die taktischen Vorteile der CCV-Technologie bei Flugmanövern nach einem Strömungsabriss (engl. post-stall) mit diesem Entwurf untersucht. Vorteil hierbei sind die weit vorne angeordneten Canards, welche auch nach einem Strömungsabriss der Tragfläche zusätzlichen Auftrieb erzeugen oder den Rumpf auf ein Ziel ausrichten können.
Da sich BAE Systems 1979 dem MBB-Konzept angeschlossen hatte, wurde am 5. September 1982 zusammen mit Aeritalia auf der Farnborough Airshow ein gemeinsames Konzept vorgestellt. Mit dem ACA (Agile Combat Aircraft) sollte die Unterstützung der Regierungen gewonnen werden, den Bau eines Prototyps zu finanzieren. Am 26. Mai 1983 wurde der Vertrag zur Entwicklung und Produktion eines Demonstrators unterzeichnet, neben BAe waren auch italienische und deutsche Firmen beteiligt. Der Erstflug des daraus entstandenen Experimental Aircraft Programme (EAP) fand 1986 statt und war der Durchbruch in der Entwicklung des Eurofighters, da die Machbarkeit des Konzeptes bewiesen wurde. Das Flugzeug erprobte viele neue Technologien, welche später teilweise im Eurofighter verwendet wurden. So wurde die Tragfläche vollständig aus kohlenstofffaserverstärktem Kunststoff (CFK) gefertigt, das heißt nicht nur die Außenhaut, sondern auch die Spanten waren aus CFK. Während an der Tragflächenoberseite die Einzelteile konventionell zusammengenietet wurden, kam an der Unterseite ein neues Fügeverfahren zum Einsatz. Die Teile dort wurden zusammengeklebt, um den Arbeitsaufwand zu reduzieren und mögliche Leckagen zu vermeiden. Die Instabilität des Flugzeuges konnte auf 15 % der mittleren aerodynamischen Flügeltiefe erhöht werden. Die Rumpfform des EAP wurde ebenfalls darauf optimiert, im transsonischen Bereich ein möglichst geringes Nickmoment zu erzeugen. Der Lufteinlass wurde mit einer beweglichen Unterlippe und Schlitzabsaugung ausgestattet.
Im weiteren Verlauf konnte MBB Rockwell International als Partner gewinnen. Rockwell legte 1983 der ARPA den Entwurf für ein als SNAKE (Super Normal Attitude Kinetic Enhancement) bezeichnetes Kampfflugzeug vor, welches mit dem späteren Eurofighter fast identisch war. Beide Firmen führten dazu von 1981 bis 1984 Untersuchungen aus Eigenmitteln durch. Im Mai 1986 unterschrieben die Regierungen von Deutschland und den USA einen Vertrag über den Bau zweier Demonstratorflugzeuge, der X-31 EFM (Enhanced Fighter Maneuverability). Unter anderem wurden das Fly-by-wire-System und die Flugsteuerungssoftware von MBB geliefert, ebenso die CFK-Tragflächen für beide Versuchsflugzeuge. Der Erstflug fand dabei am 11. Oktober 1990 statt, das Projekt dauerte bis Oktober 1994. Dabei wurde auch erstmals das Herbst-Manöver demonstriert, welches nach dem Teamleiter des deutschen Anteils des X-31 Projektes, Dr. Wolfgang Herbst, benannt wurde.
Im darauf folgenden VECTOR-Programm wurde die Fähigkeit ausgenutzt, auch bei extremen Anstellwinkeln kontrolliert zu fliegen, dabei wurden Landungen mit Anstellwinkeln von bis zu 24° geflogen, um die benötigte Landestrecke zu reduzieren. Während des Testprogrammes kam es zum Absturz eines Prototyps am 19. Januar 1995, der Test-Pilot Karl-Heinz Lang konnte sich jedoch in 18.000 ft. rechtzeitig aus der Maschine schießen, erlitt beim Hinausschießen aus dem Cockpit durch Kontakt mit dem Instrumententräger jedoch Beinverletzungen, die seine fliegerische Karriere als aktiver Testpilot beendeten. Das Schwestermodell, die Vector 2, wurde im Jahre 2002 für fortgeschrittene FCS-Studien reaktiviert, flog ein weiteres Testprogramm mit zusätzlich reduzierten Seitenruder und ist nun im Flugmuseum in Oberschleißheim als Höhepunkt der FCS-Auslegung Anfang des neuen Jahrtausends für die Öffentlichkeit zugänglich.
Die Flugzeuge der Studien und beider Versuchsprogramme hatten Knickdeltas. Knickdeltas besitzen eine geringere Druckpunktverschiebung bei steigender Geschwindigkeit und zunehmendem Anstellwinkel, aber einen höheren Luftwiderstand im Überschall. Die Steuerbarkeit konnte so verbessert werden, aufgrund der besseren Flugleistungen wurde beim Eurofighter darauf verzichtet. Die Instabilität konnte dort weiter auf 16 % der mittleren aerodynamischen Flügeltiefe erhöht werden. Der Erstflug wurde am 27. März 1994 durch DASA-Cheftestpilot Peter Weger durchgeführt. Das Entwicklungsflugzeug DA1 (Development Aircraft) wurde dabei von Manching aus betrieben, um die Aerodynamikdaten zu validieren. BAe Systems in Warton lieferte dazu ebenfalls Daten mit DA2, um die Envelope zu erweitern, in der das Flugzeug sorgenfrei (engl. carefree) gesteuert werden konnte. Konfigurationen mit Außentanks wurden in Italien mit DA3 und DA7 von Alenia Aeronautica in Caselle untersucht. Die aerodynamischen Eigenschaften des Zweisitzers DA6 wurden von CASA in Getafe getestet, BAe tat dies mit DA4 in Warton. An DA5 wurden 2009 kleine Verlängerungen am Rumpf-Flügel-Übergang (Strakes) montiert, um den maximalen Anstellwinkel auf über 30° erhöhen zu können.

## Aerodynamik

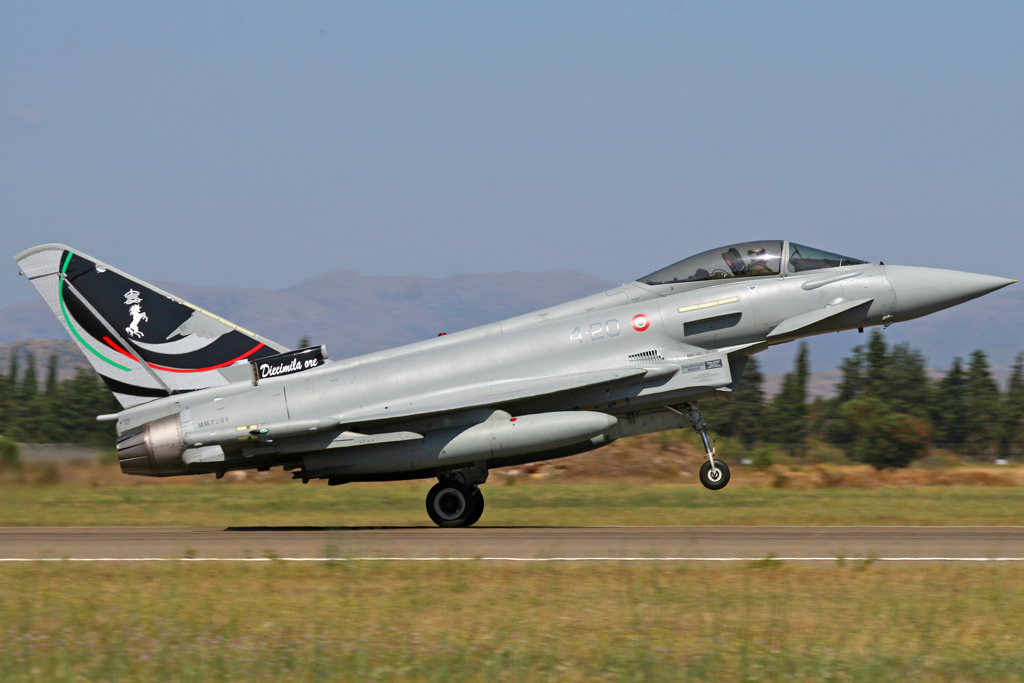
Die Canards wurden so weit vorne angebracht wie möglich.

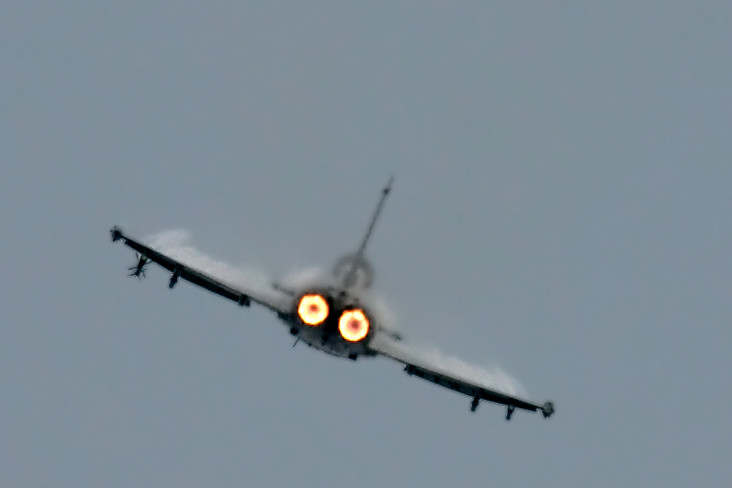
Durch den Unterdruck auf der Tragflächenoberseite kondensiert die Luftfeuchtigkeit aus und wird sichtbar.

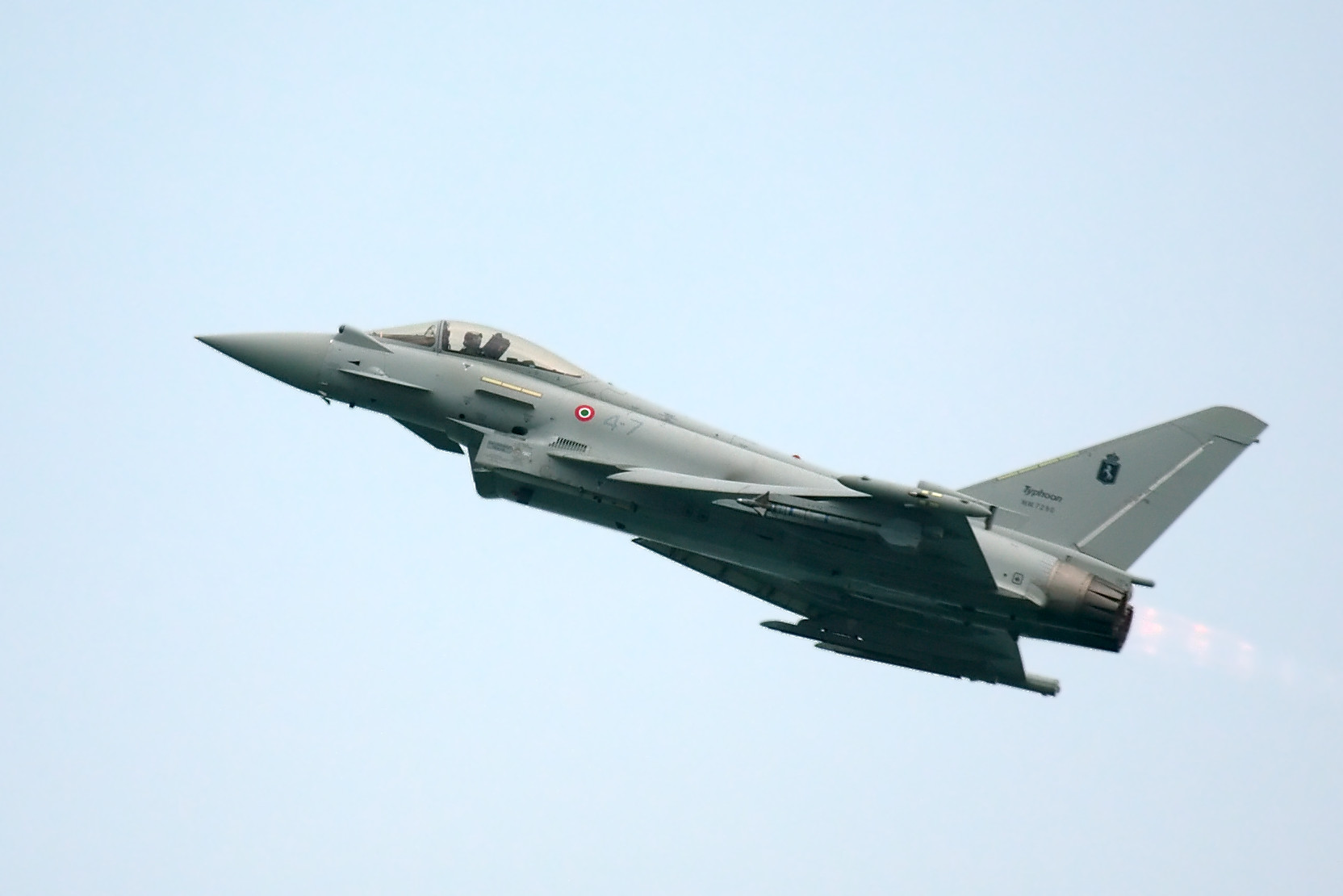
Die Rumpfform reduziert den Trimmwiderstand bei transsonischen Geschwindigkeiten.

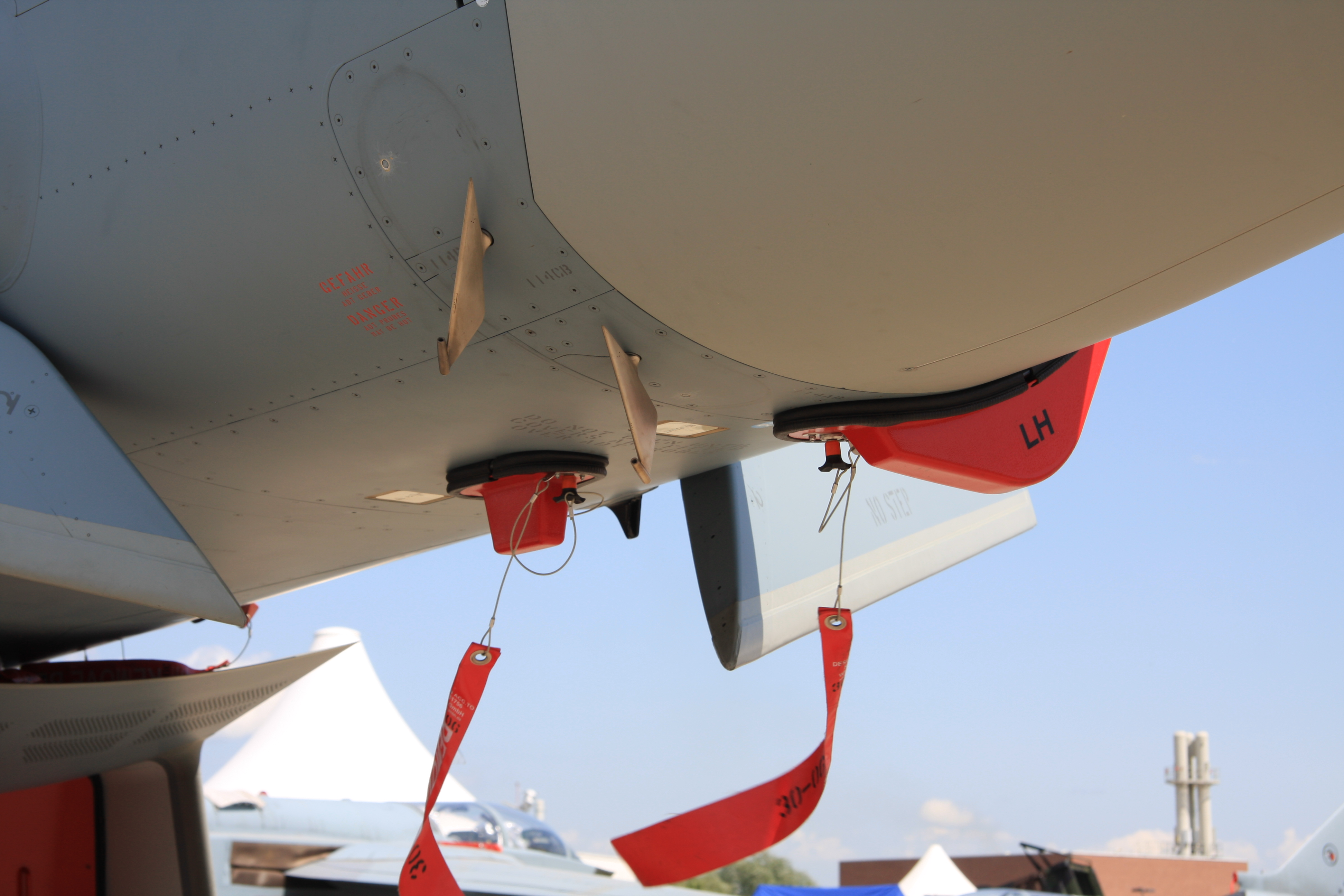
Die rechten Sonden sind sichtbar, die andere Hälfte wurde abgedeckt.

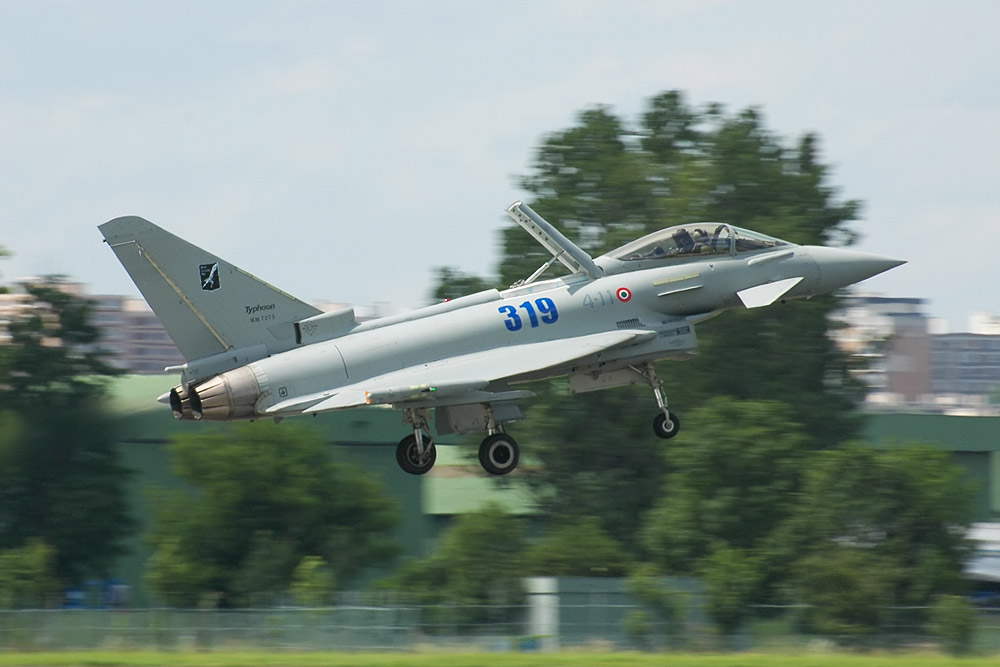
Eurofighter mit ausgeklappter Luftbremse

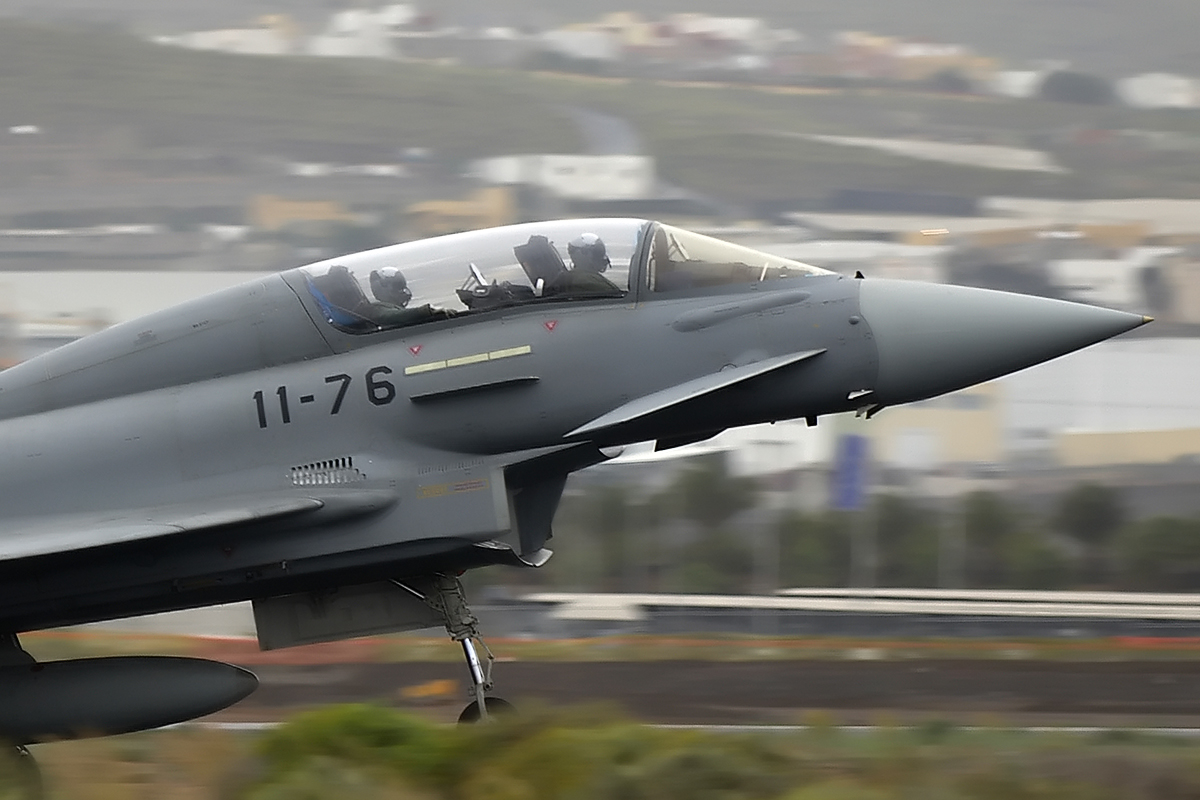
Typhoon mit heruntergeklappter Unterlippe

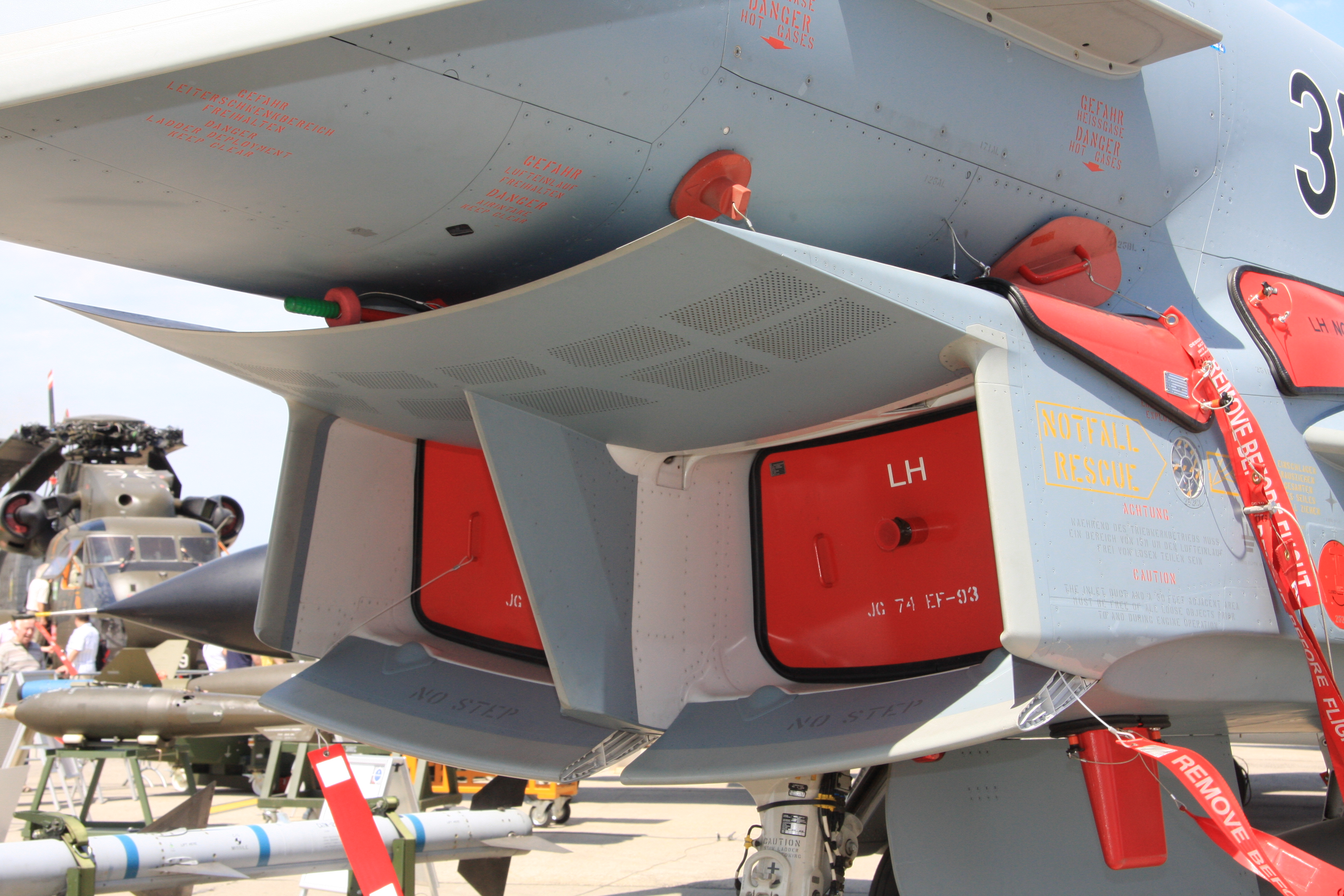
Der Grenzschichtabscheider dient auch als Einlassrampe. Gut zu erkennen die 12 Felder der Rampenabsaugung sowie deren Ausblaseöffnung rechts davon, welche abgedeckt ist. Die Schlitzabsaugung befindet sich auf der Oberseite tief im Einlasskanal und wurde verdeckt.

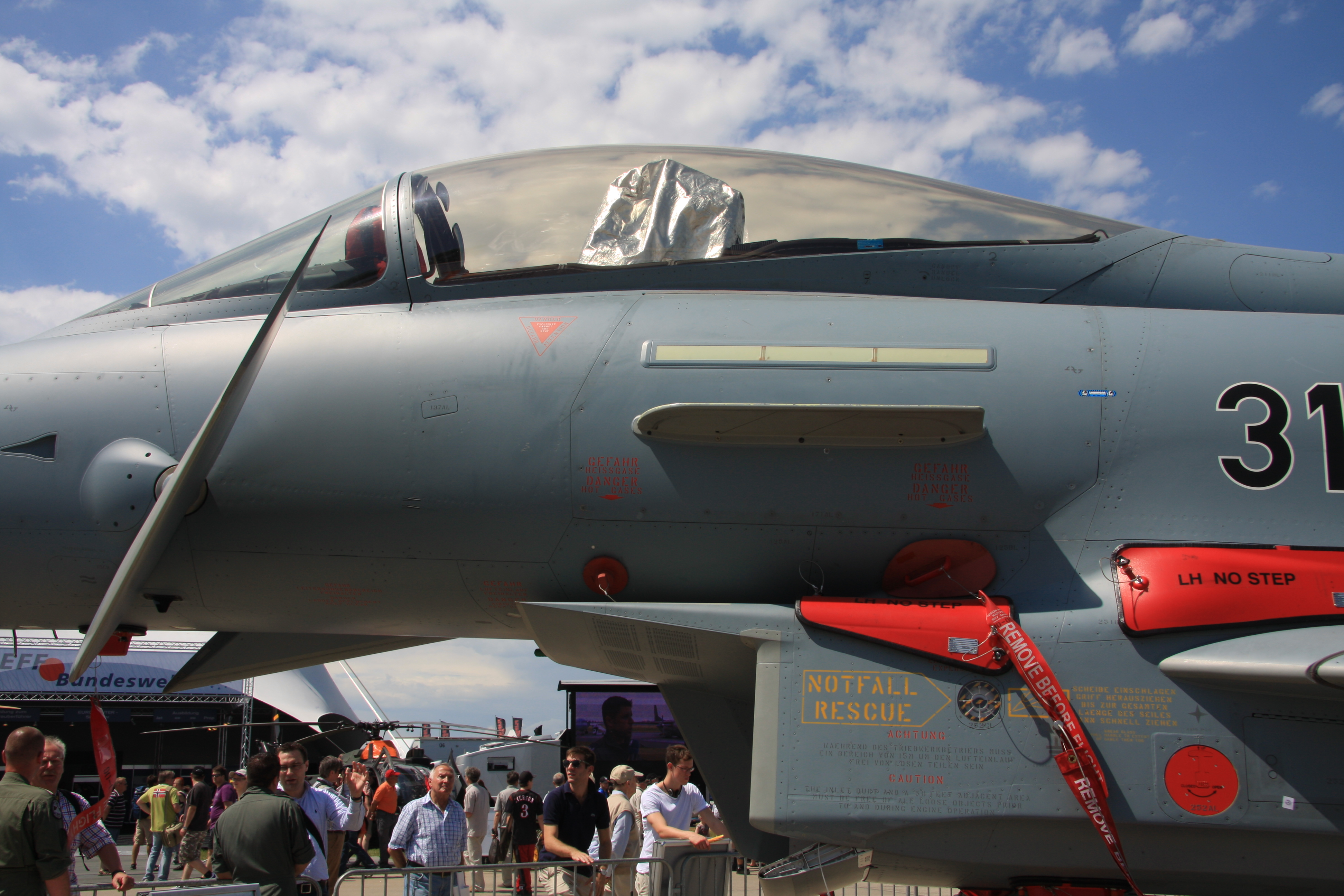
Die linke Abdeckung schützt die Ausblaseöffnung der Rampenabsaugung, die rechte die der Schlitzabsaugung.

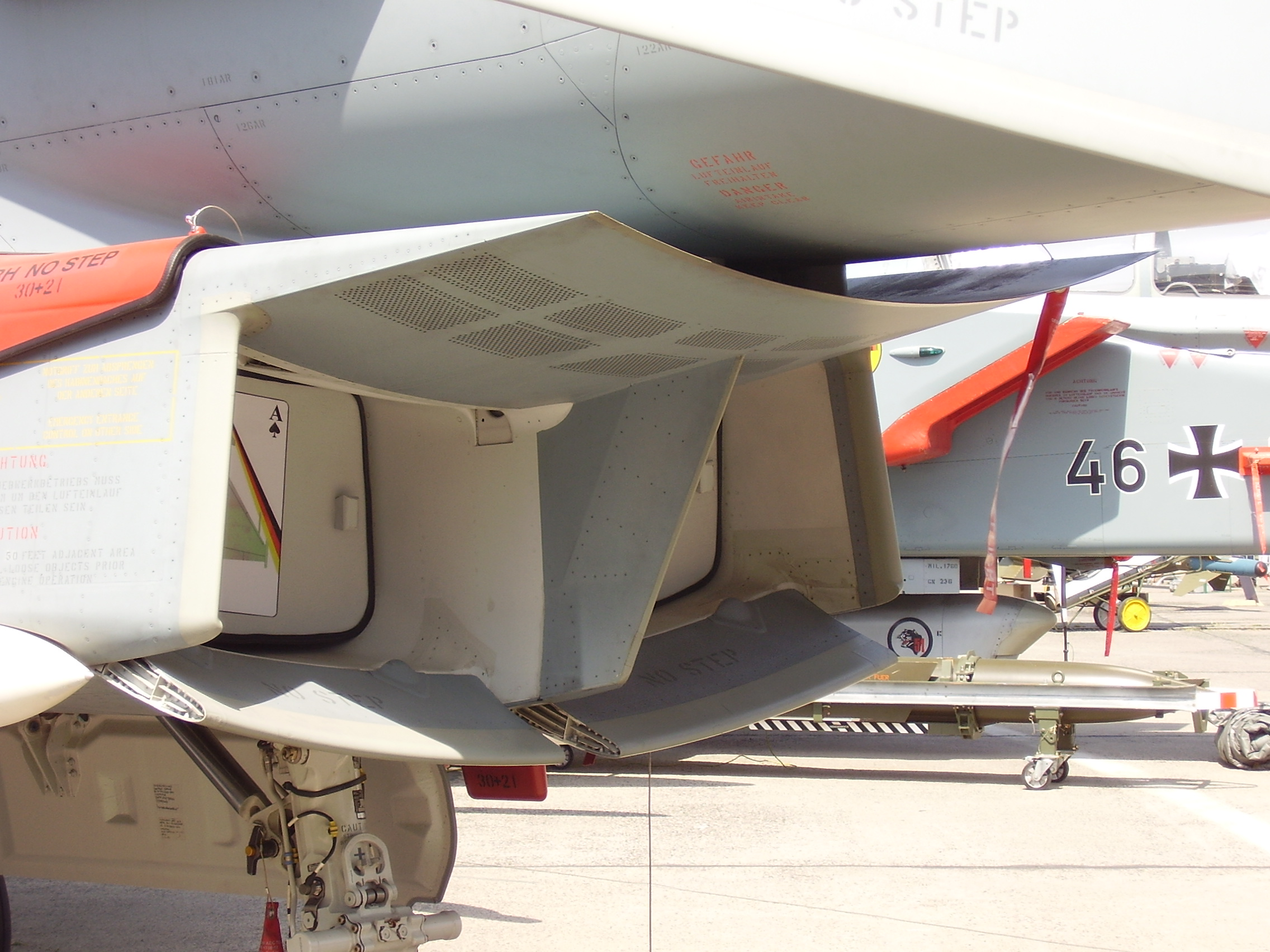
Ab einer Fluggeschwindigkeit von etwa Mach 1,5 erzeugt der zentrale Keil zwei weitere, nach links und rechts abgehende Verdichtungsstöße.

### Canards
Während bei weniger instabilen Delta-Canard-Flugzeugen die Höhenleitwerke direkt vor und oberhalb der Tragfläche angebracht sind, wurden diese beim Typhoon weit vorne angeordnet. Grund dafür ist die Fähigkeit, die Nase des Flugzeugs von hohen Anstellwinkeln wieder herunter zu bekommen (engl. Pitch recovery). Bei einer Erhöhung des Anstellwinkels verschiebt sich der Druckpunkt der Tragfläche nach vorne, das Fluggerät wird noch instabiler. Durch den größeren Hebelarm zum Schwerpunkt steigt die Wirkung der Canards als Kontrollfläche, der Vorteil wird auch bei hohen Anstellwinkeln beibehalten. Der große Hebelarm hilft auch, den Trimmwiderstand im Unterschall-Geradeausflug zu reduzieren sowie die Manövrierfähigkeit zu verbessern. Die Größe der Canards kann dadurch reduziert werden, was deren Luftwiderstand besonders im Überschallflug senkt.
Ein vorne angeordnetes Höhenleitwerk erzeugt im Kurvenflug Auftrieb und reduziert somit die effektive Tragflächenbelastung, während ein hinten liegendes Abtrieb erzeugen muss und somit die effektive Tragflächenbelastung erhöht. Bei einer konventionellen Canard-Anordnung ist der Auftrieb der Entenflügel im Kurvenflug bedingt durch den kürzeren Hebelarm höher. Beim Eurofighter hat dieser Effekt durch die hohe Instabilität kaum Einfluss auf die Wendigkeit.
Die tiefe Position der Canards sorgt auch für eine Beeinflussung der Strömung über die Tragfläche. Die (Rand)wirbel der Canards verstärken das Wirbelsystem auf der Tragfläche, der Auftrieb des Gesamtsystems ist somit höher als die Summe der Auftriebskräfte beider Komponenten. Dieser Effekt trägt zur Erhöhung der kurzzeitigen Wenderaten bei.
Die Canards bestehen aus superplastisch verformten, diffusionsgeschweißten Titanteilen.

### Tragfläche
Aus der Anforderung nach dauerhaft hoher Leistung im Überschall resultierte ein Deltaflügel mit einer Vorderkantenpfeilung von 53°. Deltaflügel mit einer Pfeilung zwischen 50° und 60° eignen sich besonders für Überschallflugzeuge mit gleichzeitig sehr guter Manövrierfähigkeit im transsonischen Geschwindigkeitsbereich.
Die Vorderkantenklappen dienen nicht nur der Erhöhung des maximalen Anstellwinkels, sondern werden auch während des Luftkampfes automatisch ausgefahren, um die Flügelfläche und somit den Auftrieb zu erhöhen. Der dabei entstehende höhere Luftwiderstand wird dabei in Kauf genommen und muss durch die Triebwerke kompensiert werden. Die Klappen werden auch im transsonischen Flug ausgefahren, um den Trimmwiderstand zu reduzieren. Grund hierfür ist, dass der Druckpunkt im transsonischen Geschwindigkeitsbereich weit nach hinten wandert, viel weiter als beim Überschallflug. Das Ausfahren der Vorderkantenklappen verlängert die effektive Profiltiefe nach vorne und verschiebt somit den Druckpunkt ebenfalls in diese Richtung, um den Trimmwiderstand zu reduzieren und die Wendigkeit zu erhöhen.
Die Tragflächen sind wie beim Experimental Aircraft Programme und der Rockwell/MBB X-31 aus kohlenstofffaserverstärktem Kunststoff gefertigt. Dabei werden nicht nur die Paneele der Außenhaut, sondern auch die Spanten aus CFK gefertigt, um das Gewicht so gering wie möglich zu halten. Die Vorderkantenklappen sind aus einer Aluminium-Lithium-Legierung gefertigt. Die äußeren Hinterkantenklappen sind aus einer superplastisch verformten Titanlegierung, die inneren aus kohlenstofffaserverstärktem Kunststoff. An den Flügelspitzen sind die Behälter des Praetorian-Selbstschutzsystems angebracht, welche integraler Bestandteil der Struktur sind.

### Rumpf
Im Überschallflug wird der Großteil des Luftwiderstandes eines Flugzeuges vom Rumpf erzeugt beziehungsweise durch die Wechselwirkung zwischen Rumpf und Tragfläche. Grund hierfür ist, dass die am Rumpf angreifenden Luftkräfte ein Drehmoment um die Querachse erzeugen, welches durch die Ruder kompensiert werden muss, was den Trimmwiderstand erhöht. Deshalb wurden große Anstrengungen unternommen, den Einfluss der Rumpfform auf das Nickmoment vorherzusagen. Die Rumpfform des EAP wurde darauf optimiert, im transsonischen Bereich ein möglichst geringes Nickmoment zu erzeugen. Die Vorhersagen wichen aber stark von den gemessenen Werten ab, so dass bei der Entwicklung des Eurofighters ein großer Modellierungsaufwand betrieben wurde. Gegenüber dem EAP wurden Rumpf und Flügelwurzel geändert und die Ergebnisse mittels CFD-Simulationen und transsonischen Windkanalmessungen validiert. Als Resultat konnte das Nickmoment am Typhoon signifikant reduziert werden. Obwohl die realen Werte wieder stark von den simulierten abwichen, fiel der Unterschied weniger drastisch als beim EAP aus. Das Konzept wurde auch bei der MiG-MFI verfolgt.
Die Luftbremse ist hinter dem Cockpit angebracht und für ein Flugzeug dieser Größe und Gewichtsklasse großzügig dimensioniert und normalerweise nur auf größeren und schwereren Modellen wie der Su-27 Flanker oder F-15 Eagle zu finden. Die Luftbremse kann bis etwa 50° ausgeklappt werden, um die Geschwindigkeit des Flugzeuges schnell zu reduzieren. Sie wird auch bei der Landung eingesetzt, um den Bremsenverschleiß zu reduzieren.
Unter der Nase befindet sich das Luftdatenmesssystem (engl. Air Data Transducers) des Flugzeugs. Das System wurde wie beim F-104G CCV möglichst weit vorne angeordnet, um durch Interferenzeffekte unbeeinflusst zu bleiben. Die Nase wurde an der Seite etwas abgeschrägt, um die äußeren Messsonden aufzunehmen. Die Sonden arbeiten nach dem Prinzip eines Pitot-Statik-Systems und sind drehbar angeordnet, um auch bei hohen Anstell- und Schiebewinkeln möglichst fehlerfrei zu arbeiten. So können sich zum Beispiel die äußeren Sonden bei hohen Anstellwinkeln nach unten drehen und sich somit der Strömungsrichtung anpassen.
Der Rumpf der Maschine besteht aus einer Aluminiumkonstruktion mit CFK-Beplankung, im hinteren Bereich der Triebwerke kommt auch superplastisch verformtes, diffusionsgeschweißtes Titan zum Einsatz. Der keilförmige Lufteinlass besitzt vier Aufnahmestationen für die halbversenkte Mitnahme von Luft-Luft-Raketen.

### Lufteinlass
Die Aufgabe eines Lufteinlasses besteht darin, einen möglichst hohen Totaldruckrückgewinn (engl. total pressure recovery) über einen weiten Anstell-, Schiebewinkel- und Geschwindigkeitsbereich zu erzielen. Um diese Aufgabe möglichst gut zu erfüllen, ist der Lufteinlass des Typhoons sehr komplex konstruiert. Er besteht im Wesentlichen aus drei Komponenten: Der beweglichen Unterlippe (engl. movable lower lip), der Einlassrampe (engl. inlet ramp) mit Grenzschichtabscheider (engl.boundary layer diverter) und Rampenabsaugung (engl. ramp bleed system) sowie der Schlitzabsaugung (engl. throat bleed slot) im Einlaufkanal. Die Wahl eines Baucheinlaufes verbessert die Anstell- und Schiebewinkelunabhängigkeit, die vorgezogene Nase trägt bei hohen Anstellwinkeln auch zu einem Kompressionseffekt bei. Dabei wird die freie Strömung durch die angestellte Nasenunterseite angestaut und somit die Luftzufuhr des Triebwerkes verbessert. Bei Kampfflugzeugen mit seitlichen Einlässen wie der F/A-18 Hornet wird beim Flug mit hohem Schiebewinkel ein Lufteinlass von der freien Anströmung abgeschirmt, was zu Schubkraftverlusten führt.
Beim Flug des Eurofighters mit geringen Anstellwinkeln wird der Luftdurchsatz in das Triebwerk durch die bewegliche Unterlippe gesteuert, um den Überlaufwiderstand (engl. spillage drag) zu reduzieren. Überlaufwiderstand entsteht, wenn der Massestrom in den Lufteinlass größer oder kleiner als der Luftmassenbedarf des Triebwerks ist. Problematisch dabei ist, dass die Luftdichte sich mit der Höhe ändert und die Einströmgeschwindigkeit von der Fluggeschwindigkeit abhängt. Bei einem unbeweglichen Einlass muss die Luftsäule, die vom Triebwerk angesaugt wird, entweder in den Lufteinlass „gequetscht“ oder „auseinandergezogen“ werden, da die Querschnittsfläche von Einlauf und angesaugtem Volumenstrom nicht übereinstimmen.
Beim Langsamflug in geringer Höhe mit wenig Leistungsbedarf wird nur ein geringer Volumenstrom in den Einlauf benötigt, die Unterlippe ist hier in der höchsten Position. Wird das Triebwerk nun auf volle Leistung hochgefahren, muss der einströmende Luftmassenstrom steigen. Da die Strömungsgeschwindigkeit der einströmenden Luft von der Fluggeschwindigkeit abhängt, muss die Einlaufgeometrie vergrößert werden, um den Volumenstrom zu erhöhen. Die Unterlippe klappt nun nach unten, wie im Bild rechts beim Start zu sehen. Der Grenzschichtabscheider hält die verwirbelte Luft des Rumpfes vom Einlauf fern. Da angesaugte Luft, die über die Rampenabsaugung strömt, durch deren raue Oberfläche ebenfalls turbulent wird, wird diese mit Hilfe der Schlitzabsaugung entfernt und auf die Tragflächen geleitet, wo sie zur Auftriebserhöhung beiträgt.
Im Kurvenflug richtet sich die Unterlippe nach dem Anstellwinkel des Flugzeugs. Grund hierfür ist, dass die Strömung in den Lufteinlass an dessen Unterkante nicht abreißen und verwirbeln soll. Bei hohen Anstellwinkeln wird die effektive Fläche der Einlassöffnung durch die Einlassrampe vergrößert, ein wesentlich größerer Volumenstrom kann nun in das Triebwerk strömen, was in großen Höhen von Vorteil ist. Die Regulation des Volumendurchsatzes zum Triebwerk findet nun über die Rampenabsaugung statt. Die überschüssige Luft wird durch die Löcher der Rampenabsaugung entfernt und an den seitlichen Schlitzen wieder ausgeblasen. Durch den Niveauunterschied zwischen Ausblaseöffnung und Tragflächenvorderkante beim Flug mit Anstellwinkel strömt diese Luft über die Tragflächen, wo sie zur Auftriebserhöhung beiträgt.
Die Effektivität des Lufteinlasses kann folgender Tabelle entnommen werden. Zum Vergleich sind die Lufteinlässe einer Su-27 und der starre Einlass einer F-16 angeführt. Die Flanker-Serie verwendet bewegliche Lamellen unter der Einlassöffnung, um den Totaldruckverlust bei hohen Anstellwinkeln zu vermindern und die Schubkraft möglichst hoch zu halten. Die Daten beziehen sich auf eine Fluggeschwindigkeit von Mach 0,5. Die Zahlen sind der Druckrückgewinn bei entsprechendem Anstellwinkel. Vereinfacht ausgedrückt besitzt ein Triebwerk mit 100kN Standschub bei einem Anstellwinkel von 50° einen Einbauschub von 88kN mit F-16-Einlass und 90kN mit dem Lufteinlass einer Su-27 Flanker.
| Lufteinlass          | 0°   | 10°  | 20°  | 30°  | 40°  | 50°   | 60°  | 70°  |
| -------------------- | ---- | ---- | ---- | ---- | ---- | ----- | ---- | ---- |
| Su-27 Flanker        | 0,97 | 0,96 | 0,94 | 0,92 | 0,91 | 0,90  | 0,88 | 0,86 |
| F-16 Fighting Falcon | 0,97 | 0,96 | 0,94 | 0,91 | 0,90 | 0,88  | 0,84 | 0,81 |
| Eurofighter          | 0,97 | 0,97 | 0,97 | 0,97 | 0,97 | 0,965 | 0,96 | 0,95 |

Im Überschallflug muss die anströmende Luft auf Unterschallgeschwindigkeit abgebremst werden, was ebenfalls die Aufgabe eines Lufteinlasses ist. Um den Totaldruckverlust möglichst gering zu halten, sollten möglichst viele schräge Verdichtungsstöße (engl. oblique shock wave) zur Abbremsung erfolgen. Beim Typhoon wird an der Spitze der keilförmigen Einlassrampe ein schräger, nach unten abgehender Verdichtungsstoß im Überschallflug erzeugt. Die Luft wird dadurch abgebremst, bewegt sich aber immer noch mit Mach > 1. Auf der Rampe selbst findet dann der abschließende, senkrechte Verdichtungsstoß statt, durch den die Strömung in den Unterschall übergeht. Mit zunehmender Fluggeschwindigkeit wird der vordere Verdichtungsstoß schräger, das Stoßsystem wandert auf der Rampe nach hinten. Ab einer bestimmten Geschwindigkeit bilden sich am zentralen Keil in der Mitte des Einlasses zwei weitere, nach links und rechts davon abgehende Verdichtungsstöße aus. Am Fußpunkt der Verdichtungsstöße auf der Rampe kommt es in der Wandströmung zu einem Drucksprung in der Grenzschicht, wodurch diese ablöst. Die Schlitzabsaugung befördert diese verwirbelte Luft auf die Tragflächen, wo sie zur Auftriebserhöhung beiträgt. Verglichen mit Einläufen, die bewegliche Rampen einsetzen, ist der Lufteinlass nicht ganz so effektiv, kommt aber ohne bewegliche Teile aus und kann somit leichter gebaut werden. Einlaufsysteme ohne Schrägstoßverdichtung besitzen sehr hohe Totaldruckverluste bei hohen Geschwindigkeiten. Aufgrund des damit einhergehenden Schubkraftverlustes erreichen solche Fluggeräte selten Geschwindigkeiten über Mach 2. Die Tabelle stellt den ungefähren Druckrückgewinn der einzelnen Einläufe über der Machzahl dar. Während der F-16-Einlass nur einen senkrechten Verdichtungsstoß ausführt, kommen bei der Flanker-Serie bewegliche Rampen zum Einsatz.
| Lufteinlass          | Mach 1 | Mach 1,25 | Mach 1,5 | Mach 1,75 | Mach 2 | Mach 2,25 | Mach 2,5 |
| -------------------- | ------ | --------- | -------- | --------- | ------ | --------- | -------- |
| Su-27 Flanker        | 1      | 1         | 0,98     | 0,96      | 0,93   | 0,90      | 0,86     |
| F-16 Fighting Falcon | 1      | 0,96      | 0,90     | 0,85      | 0,75   | 0,6       | 0,5      |
| Eurofighter          | 1      | 0,98      | >0,96    | >0,95     | >0,90  | >0,87     | >0,80    |

Der Lufteinlass wird aufgrund seiner Komplexität aus einer Aluminiumlegierung gefertigt.

### Seitenleitwerk
Das Seitenleitwerk war im Laufe der Entwicklungsgeschichte des Eurofighters Typhoon das Bauteil, das den meisten Veränderungen unterworfen war. Während das TKF-90 und darauf basierende Entwürfe wie das ACA zwei Seitenleitwerke hatten, konnte durch Studien gezeigt werden, dass ein einfaches Leitwerk in Bezug auf Luftwiderstand, Strömungsinterferenz und Masse die beste Lösung ist. Dabei wurde auch die Möglichkeit untersucht, ein vollbewegliches Pendelseitenleitwerk einzubauen. Man entschied sich aufgrund der geringeren Gesamtmasse und höheren aeroelastischen Steifigkeit aber für ein konventionelles Seitenleitwerk. Als Kompromiss ist das Seitenruder die größte Aktuatorfläche am gesamten Flugzeug.
Das Leitwerk besteht wie die Tragflächen aus CFK, die Vorderkanten sind zum Schutz aus einer Aluminium-Lithium-Legierung gefertigt.

## Auswirkungen
Die größtmögliche Instabilität verbessert die Leistungsdaten des Typhoons gegenüber anderen Maschinen deutlich. Der weit vorne liegende Druckpunkt wandert im Überschallflug nach hinten, das Flugzeug wird dadurch stabil. Verglichen mit anderen Kampfflugzeugen ist die Stabilität allerdings wesentlich geringer. Der Eurofighter ist dadurch als einziges Kampfflugzeug in der Lage, auch 9-g-Manöver im Überschall zu fliegen. Offiziellen Angaben zufolge ist dies bis Mach 1,2 möglich. Die Stabilität ändert sich mit zunehmender Geschwindigkeit jedoch bis mindestens Mach 1,6 nicht. Des Weiteren ist Mach 1,6 die maximale Manövergeschwindigkeit, nach der das Flugzeug ausgelegt wurde, was auf eine höhere Geschwindigkeit schließen lässt.
Im Unterschallflug sitzt der Druckpunkt sehr weit vorne, und eine Erhöhung des Anstellwinkels verschiebt den Auftriebsvektor weiter nach vorne. Möchte der Pilot nun die Nase des Typhoons nach unten drücken (engl. pitch recovery), sind große Anstellwinkel der Entenflügel notwendig, was die Auslegungsgrenze der Instabilität war. Die Envelope ist im Unterschall auf +9/-3g freigegeben. Im Notfall besteht allerdings die Möglichkeit, höhere g-Lasten zu erreichen (engl. override). Dabei können Lastvielfache von bis zu +12 g erflogen werden. Solche Belastungen treten auch bei der Red Bull Air Race Weltmeisterschaft auf, die Entwicklung von flüssigkeitsgefüllten Anti-g-Anzügen für Air Race- und Eurofighter-Piloten ist deshalb nachvollziehbar. Der normale Anti-g-Anzug Aircrew Equipment Assembly (AEA) besteht aus Anti-g-Hose, -Socken, -Weste und Pressbeatmung für den Piloten. Nachteilig ist dabei, dass das System eine gewisse Zeit benötigt, um den Gegendruck aufzubauen. Die Onset-g-Rate des Eurofighters wird deshalb vom Flight Control System (FCS) auf 15 g/s begrenzt.
Beim Flug mit geringer Geschwindigkeit und Schubvektorsteuerung können mit den Canards auch bei extremen Anstellwinkeln noch Luftkräfte erzeugt werden. Die exponierte Stellung dieser sorgt für eine ungestörtere Anströmung, der lange Hebelarm zum Schwerpunkt für eine hohe Effektivität. Damit kann die Nase schneller auf ein Ziel ausgerichtet werden oder Drehmomente der Schubvektorsteuerung ausgeglichen werden, um kontrolliert bei hohen Anstellwinkeln zu fliegen. Beim Mongoose-Manöver zum Beispiel zieht das Flugzeug in die Kurvenmitte, richtet sich auf und bleibt dann auf dem Schubstrahl stehen. Im Moment (2010) ist noch nicht absehbar, wann eine Einrüstung erfolgen wird.
Die hohe Manövrierfähigkeit ist dabei Bestandteil des Selbstschutzes. Das Praetorian-Selbstschutzsystem berechnet bei anfliegenden Lenkwaffen den Ausweichkurs und stellt diesen auf dem Head-Up-Display dar. Der Pilot muss lediglich den Anweisungen auf dem Bildschirm folgen und das Flugzeug innerhalb von Rechtecken halten, um dem Ausweichkurs zu folgen, alle weiteren Gegenmaßnahmen werden vollautomatisch eingeleitet.

## Datentabelle
Da das TKF-90 ein Konzept war, sind dessen Daten hypothetischer Natur und variieren je nach Stand des Entwurfs
| Kennwert                            | Taktisches Kampfflugzeug 90 | Experimental Aircraft Programme | Enhanced Fighter Maneuverability | European Fighter Aircraft | Eurofighter Typhoon      |
| ----------------------------------- | --------------------------- | ------------------------------- | -------------------------------- | ------------------------- | ------------------------ |
| Abkürzung                           | TKF-90                      | EAP                             | EFM                              | EFA                       | EF 2000                  |
| Typ                                 | Luftüberlegen- heitsjäger   | Aerodynamikprototyp             | Aerodynamikprototyp              | Luftüberlegen- heitsjäger | Mehrzweck- kampfflugzeug |
| Leermasse                           | etwa 7710 kg                | 10000 kg                        | 4633 kg                          | 9750 kg                   | 11000 kg                 |
| Länge                               | 14,90 m                     | 14,70 m                         | 13,20 m                          | 15,96 m                   | 15,96 m                  |
| Höhe                                | 4,90 m                      | 5,52 m                          | 4,40 m                           | 5,28 m                    | 5,28 m                   |
| Spannweite                          | 11,36 m                     | 11,77 m                         | 7,3 m                            | 10,95 m                   | 10,95 m                  |
| Tragflügel                          | Knickdelta (57°, 45°)       | Knickdelta (N/A)                | Knickdelta (N/A)                 | Delta (53°)               | Delta (53°)              |
| Flügelfläche                        | 54 m²                       | 52 m²                           | 21 m²                            | 50 m² 1                   | 50 m² 1                  |
| Flügelstreckung                     | 2,38                        | 2,66                            | 2,53                             | 2,39                      | 2,39                     |
| Tragflächenbelastung (minimal)      | 143 kg/m²                   | 192 kg/m²                       | 220 kg/m²                        | 195 kg/m²                 | 220 kg/m²                |
| dito mit vollen Tanks               | 225 kg/m²                   | N/A                             | N/A                              | 285 kg/m²                 | 320 kg/m²                |
| Instabilität                        | 8–10 % MAC                  | 15 % MAC                        | N/A                              | 16 % MAC                  | 16 % MAC                 |
| Seitenleitwerke                     | zwei                        | eins                            | eins                             | eins                      | eins                     |
| Triebwerk                           | Turbo-Union RB199D          | Turbo-Union RB199D              | GE F404                          | Eurojet EJ200             | Eurojet EJ200            |
| Maximalschub                        | 2 × 75,5 kN                 | 2 × 75,5 kN                     | 1 × 71 kN                        | 2 × 95 kN                 | 2 × 95 kN                |
| Treibstoffmasse                     | etwa 4150 kg                | N/A                             | N/A                              | etwa 4500 kg 3            | 4996 kg                  |
| Treibstoffmassenanteil              | 0,349                       | N/A                             | N/A                              | 0,315                     | 0,312                    |
| Schub-Gewichts-Verhältnis (maximal) | 1,99                        | 1,53                            | 1,56                             | 1,98                      | 1,76                     |
| dito mit vollen Tanks               | 1,25                        | N/A                             | N/A                              | 1,35                      | 1,21                     |
| Höchstgeschwindigkeit               | etwa Mach 2                 | Mach 2,0                        | Mach 1,28                        | Mach 2,35 4               | Mach 2,35 4              |

1 51,2 m² mit ausgefahrenen Vorflügeln

2 Daten für das War Setting, mit dem im Einsatz geflogen wird

3 Daten unklar

4 2.495 km/h in 10.975 m Höhe, bei 1062 km/h Schallgeschwindigkeit